# Parque provincial del río Otoskwin-Attawapiskat
El parque provincial del río Otoskwin-Attawapiskat (en inglés: Otoskwin-Attawapiskat River Provincial Park) es un parque provincial en Ontario, Canadá. Como parque fluvial, protege las orillas y las aguas de los ríos Attawapiskat y Otoskwin, en el distrito de Kenora del norte de Ontario. Brinda oportunidades para acampar en el campo y para practicar piragüismo en aguas bravas.
El parque incluye una franja de 200 metros (656,2 pies) de tierra en ambas orillas de los lagos y ríos desde el cruce de la Nord Road (antes Highway 808) en el río Otoskwin hasta la desembocadura del río Muketei en el río Attawapiskat. En el futuro, es posible que el parque se extienda río abajo hasta la Bahía James. Hay más de 30 sitios arqueológicos e históricos, desde antiguas sociedades indígenas que datan del año 3000 a. C. hasta sitios de comercio de pieles de principios del siglo XIX.
El parque provincial del río Otoskwin-Attawapiskat es un parque que no está en funcionamiento. No se brindan servicios, y las únicas instalaciones son 20 campamentos. Sin embargo, hay dos alojamientos comerciales en el lago Ozhiski. Las actividades permitidas incluyen paseos en bote, piragüismo, campamentos, pesca y caza, así como motos de nieve en el invierno. Debido a su lejanía, los visitantes deben tener experiencia en viajes por la naturaleza y ser hábiles en el manejo de aguas bravas.
En el cruce de Nord Road en el río Otoskwin, el parque provincial del río Otoskwin-Attawapiskat linda con el parque provincial del río Pipestone que continúa río arriba a lo largo del Río Otoskwin.

## Historia
El parque se encuentra dentro de los territorios tradicionales de las Primeras Naciones Attawapiskat, Eabametoong, Marten Falls, Mishkeegogamang y Neskantaga. Los ríos Otoskwin y Attawapiskat alguna vez fueron parte de una importante ruta de comercio de pieles.
Partes de los ríos Otoskwin y Attawapiskat fueron designadas como reserva fluvial salvaje en 1975. Fue ampliado y formalizado como parque provincial el 27 de mayo de 1989. En mayo de 1996, el parque perdió alrededor de 40 hectáreas (98,8 acre) en el lago Attawapiskat que fueron transferidas a la Reserva de la Primera Nación Neskantaga.